# Vissersknoop
De vissersknoop of visserssteek is een knoop die bedoeld is om natte en gladde touwen aan elkaar te verbinden, zoals die in de visserij vaak voorkomen. 
De bekendste vissersknoop staat bekend als de twee zoete liefjes. Deze knoop dient om twee touwen van gelijke dikte met elkaar te verbinden. De knoop is een alternatief voor de vaak gebruikte platte knoop. Het grote voordeel ten opzichte van de platte knoop is dat hij niet doorslipt en makkelijker los te krijgen is nadat hij een grote kracht of regenweer heeft moeten doorstaan.
Om deze vissersknoop te maken, leg je de twee uiteinden langs elkaar. Vervolgens leg je een overhandse knoop met elk uiteinde rond het andere touw. Daarna span je de knoop aan, zodat de twee overhandse knopen naar elkaar toe schuiven. 

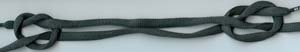
illustratie van de Vissersknoop